# Božejov
Božejov (in tedesco Boschejow) è un comune mercato della Repubblica Ceca facente parte del distretto di Pelhřimov, nella regione di Vysočina.